# 数のクラス分け
数のクラス分け（かずのクラスわけ）とは、Robert Munafoが考案した数字の大きさによるグループ分けであり、人間の心が数字をどのように理解するかによって分類をした。

## クラス0の数字
クラス0の数字は、わずかな時間で認識できる数字である。多くの人間にとって、その数字は0から6までである。

## クラス1の数字
クラス1の数字は、物体のまとまりとして、おおよその数を把握できる数字で、クラス0よりも大きい数字である。つまり、{\displaystyle x} がクラス1の数字であれば、{\displaystyle x} 個の物体を一目で見ることができる。クラス1の数字は、{\displaystyle 6}超過から{\displaystyle 10^{6}} (100万)以下までとされている。100万個の物体を一度に視野に入れることは難しいが、不可能ではないためである。

## クラス2の数字
クラス2の数字は、10進数で正確に表記出来るだけの大きさで、クラス1よりは大きな数である。クラス2の数字は {\displaystyle 10^{6}} 超過から{\displaystyle 10^{10^{6}}}  以下までである。これは単純に、クラス0とクラス1の関係をそのまま続けて、クラス {\displaystyle x} の数の常用対数(10を底とした対数)がクラス ({\displaystyle x-1}) の数となるように定義をした。したがって、グーゴルは101桁の数字として書くことができるため、このクラスの数になる。

## クラス3の数字
クラス3の数字は、仮数・指数表記で近似的に表現できる数字である。これまでのパターンを踏襲して、数字の範囲は {\displaystyle 10^{10^{6}}}超過 から  {\displaystyle 10^{10^{10^{6}}}}以下までとなる。グーゴルプレックスはクラス3の数字である。
コンピュータの中で指数として数字を記憶する時には、クラス3の数字 {\displaystyle x} は {\displaystyle x+1} とほぼ等しい。

## クラス4の数字
クラス4の数字は10の対数を取るとクラス3になる。{\displaystyle 10^{10^{10^{6}}}}超過から {\displaystyle 10^{10^{10^{10^{6}}}}} 以下までの数字である。コンピュータの中で指数タワーとして記憶すると、クラス4の数字 {\displaystyle x} は {\displaystyle 2x} とほぼ等しくなる。クラス4以上の数字は近似計算の場合、仮数・指数表記にしようとしても仮数が意味をなさなくなる。

## さらに高いクラス
クラス5の数字は10の対数を取るとクラス4になる。  {\displaystyle 10^{10^{10^{10^{6}}}}}超過から {\displaystyle 10^{10^{10^{10^{10^{6}}}}}}以下までである。もしそれを指数タワーで表すと、クラス5の数字 {\displaystyle x} は大体 {\displaystyle x^{2}}である。
一般的に、クラス {\displaystyle n} の数はクラス {\displaystyle n-1} の数よりも大きく、10の対数を取るとクラス {\displaystyle n-1} となる。また、クラス {\displaystyle n} の数はハイパーE表記で {\displaystyle E6\#n} 以下の数である。

## 定義
0以上の実数 {\displaystyle x} のクラスを{\displaystyle f(x)}としたとき、{\displaystyle f(x)}を次のように定義する。
{\displaystyle c(0)=6}
{\displaystyle c(n+1)=10^{c(n)}}
{\displaystyle f(x)=\min\{n|c(n)\geq x\}}

### 計算例
実際に具体的な数がどのクラスに属するかを提示する。ここではクラス6以上の数について扱う。
- グーゴルクアドリプレックス({\displaystyle 10^{10^{10^{10^{10^{100}}}}}})　クラス{\displaystyle 6}
- ベントレー数({\displaystyle \sum _{i=0}^{9}10\uparrow \uparrow i\approx 10\uparrow \uparrow 9})　クラス{\displaystyle 6}
- スタインハウスのメガ({\displaystyle 2[5]})　クラス{\displaystyle 256}
- トリトリ({\displaystyle 3\uparrow \uparrow \uparrow 3})　クラス{\displaystyle 7625597484986}

## ハイパークラス
クラスよりも大きな数を分けるものとしてハイパークラスが定義されている。
これは、巨大数論(フィッシュ 著)の本の中でのみ使用された定義である。

### 定義
{\displaystyle 0}以上の実数 {\displaystyle x} のハイパークラスを{\displaystyle f(x)}としたとき、{\displaystyle f(x)}を次のように定義する。
{\displaystyle hc(0)=6}
{\displaystyle hc(n+1)=c(hc(n))}
{\displaystyle f(x)=\min\{n|hc(n)\geq x\}}
{\displaystyle c(n)}の増加速度は、テトレーションレベルである。
そのため、テトレーションの積む段数が多すぎると数を評価しにくくなる。
そのため、ペンテーションレベルの数を評価するうえでハイパークラスは適している。
ただし、ペンテーションを超えてくると評価しにくくなるので(ヘキセーションなど)、そこで頭打ちになる。

### 計算例
実際に具体的な数がどのハイパークラスに属するかを提示する。
- トリトリ({\displaystyle 3\uparrow \uparrow \uparrow 3})　ハイパークラス{\displaystyle 2}
- スタインハウスのメジストロン({\displaystyle 10[5]})　ハイパークラス{\displaystyle 11}
- ギャゴル({\displaystyle \{10,100,3\}})　ハイパークラス{\displaystyle 100}
- グラハル({\displaystyle 3\uparrow \uparrow \uparrow \uparrow 3})　ハイパークラス{\displaystyle 3\uparrow \uparrow \uparrow 3}

## それ以上の数
グラハルの時点でハイパークラス{\displaystyle 3\uparrow \uparrow \uparrow 3}というとんでもなく大きいクラスだが、クラス数に巨大数が使われているため分かりにくい。
これ以上の矢印を数え上げたりするような数等に関しては、急増加関数等を使って数を階層化する必要がある。